# ハンス・クリスチャン・ブレヒ
ハンス・クリスチャン・ブレヒ（Hans Christian Blech, 1915年2月20日-1993年3月5日）は、ドイツの俳優。ハンス・クリスチャン・ブレッヒとも。

## 来歴
ドイツ・ヘッセンのダルムシュタット生まれ。1937年にバーデン＝バーデンで初舞台を踏み、キール、ライプツィヒなどで舞台に立つ。第二次世界大戦中はドイツ陸軍兵士として東部戦線に出征。戦後は1947年から舞台活動を再開し、ベルリン、フランクフルト、ウィーンなどの劇場に出演したが、一方で映画にも本格的に出演。戦前の兵営生活、戦中の東部戦線、敗戦の混乱期のドイツ陸軍兵士の横顔をユーモアとペーソスたっぷりに描いた『08/15』(08/15) の三部作のプラツェック (Wachtmeister Platzek) 曹長の役で人気を得る。その後も、ベルンハルト・ヴィッキやヴィム・ヴェンダース監督の映画作品にも出演し、人気を博した。
1993年、ミュンヘンにて死去。

## 主な出演作品
- 08/15 08/15（1954）
- 戦線の08/15 08/15 - Zweiter Teil（1955）
- 最後の08/15 08/15 - In der Heimat（1955）
- 史上最大の作戦 The Longest Day（1962）
- モリツリ/南太平洋爆破作戦 Morituri（1965）
- バルジ大作戦 Battle of the Bulge（1966）
- レマゲン鉄橋 The Bridge at Remagen（1969）
- 緋文字 Der Scharlachrote Buchstabe（1973）
- まわり道 Falsche Bewegung（1975）
- 連隊長レドル Oberst Redl（1985）